# Монтале (Монте-Титано)
Монтале або Терца Торре (італ. Montale, Terza Torre) — одна з трьох веж Сан-Марино.
У перекладі з італійської означає Третя вежа. Невелика за об'ємом, має п'ятикутну форму. До побудови 1320 стіни не мали сполучення з іншими двома вежами. До 1479 слугувала сигнальною вежею для захисту від нападів війська Малатеста, яке було розташоване в сусідньому замку Фйорентіно. Після приєднання замку до Сан-Марино вежа втратила свою роль. В 1743, 1817 і 1935 вона реставрувалась.
У даний час, на відміну від інших веж, доступ відвідувачів у Монтале обмежений.

## Цікаві факти
Вежа зображена на монеті Сан-Марино номіналом 1 євроцент.